# یون کارامیترو
یون کارامیترو (انگلیسی: Ion Caramitru؛ ‏ تلفظ رومانیایی: [iˈon karaˈmitru]؛ زادهٔ ۹ مارس ۱۹۴۲ – درگذشته ۵ سپتامبر ۲۰۲۱) بازیگر، کارگردان نمایش و سیاستمدار اهل رومانی بود.
از فیلم‌ها یا برنامه‌های تلویزیونی که وی در آن نقش داشته‌است، می‌توان به آمین.، شهروند مجهول، آدام و پاول و چارلی کانتریمن اشاره کرد.

## مرگ
کارامیترو در ۵ سپتامبر ۲۰۲۱ در سن ۷۹ سالگی در بیمارستان الیاس در شهر بخارست درگذشت. پس از انتشار این خبر، خانواده سلطنتی رومانی با صدور بیانیه‌ای ضمن تسلیت، وی را «مدافع فداکار و شجاع اصول و ارزش‌های پادشاهی» خواند.